# Partido Demócrata (Chili)
De Partido Demócrata (Nederlands: Democratische Partij, PD) was een centrumlinkse Chileense politieke partij die van 1887 tot 1941 bestond.

## Geschiedenis

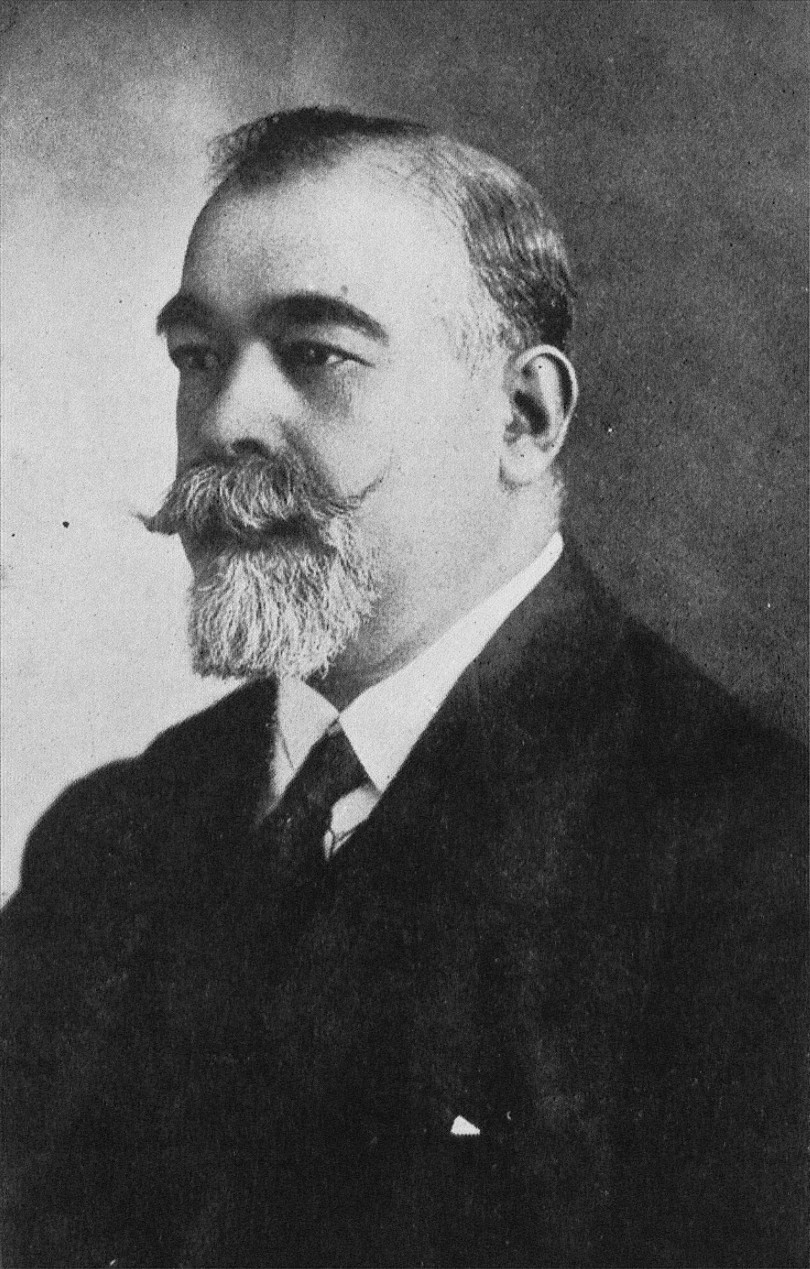
Malaquías Concha Ortiz, oprichter van de PD

De partij ontstond uit de linkervleugel van de Partido Radical (Radicale Partij). De oprichters vonden dat de radicale partij te weinig interesse toonde in de belangen van de kleine middenstand en de opkomende arbeidersklasse. De Partido Demócrata zag het als haar voornaamste taak om de kleine burgerij en de arbeiders te emanciperen. Tijdens de Chileense Burgeroorlog (1891) was de partij verdeeld: een meerderheid schaarde zich achter president Balmaceda, een minderheid koos echter de kant van de rebellen. Na de burgeroorlog deed de partij haar intrede in het parlement. Pas in De democratische partij maakte - naar aanvankelijk samenwerking met andere partijen te hebben afgewezen - deel uit van de Alianza Liberal (Liberale Alliantie), het samenwerkingsverband van progressief-liberale partijen. Binnen de Alianza was de Partido Demócrata veruit de meest vooruitstrevende partij. Hoewel de partij nooit over een groot zetelaantal beschikte in het parlement, wist de partij dankzij de samenwerking met andere partijen met regelmaat enkele ministers te leveren.
Hoewel duidelijk een burgerlijke partij, stond de Partido Demócrata duidelijk aan de wieg van enkele socialistische bewegingen in Chili. Luis Emilio Recabarren, aanvankelijk behorend tot de democratische partij, was in 1912 oprichter van de Partido Obrero Socialista (Socialistische Arbeiderspartij).
In 1906 besloot de partij om niet de kandidaat van de Alianza Liberal te steunen, maar de vakbondsleider Zenón Torrealba Ilabaca. Bij de verkiezingen van 1920 steunde men Arturo Alessandri, de hervormingsgezinde liberaal van de Alianza.

### Afsplitsing

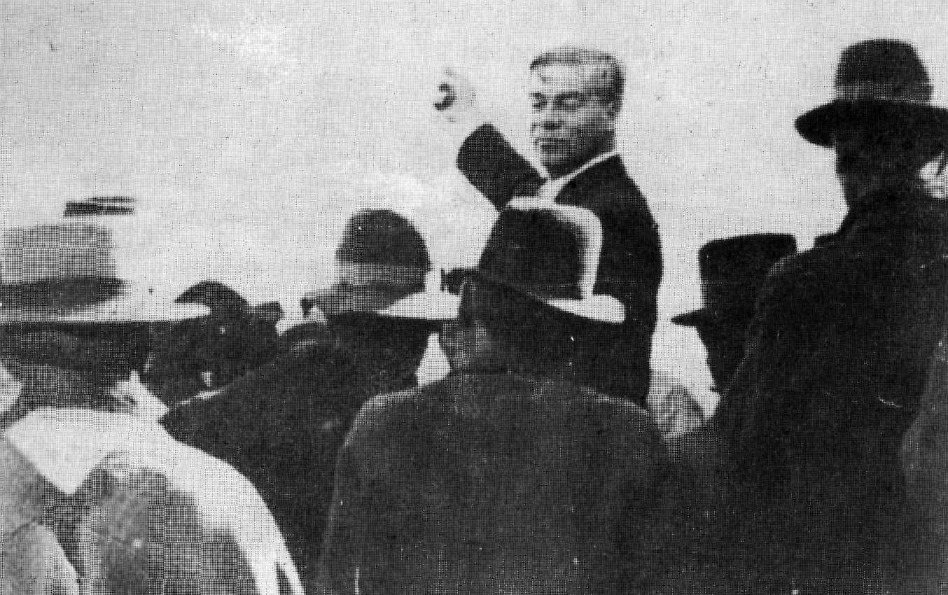
Luis Emilio Recabarren, oprichter van de Partido Obrero Socialista, was aanvankelijk lid van de PD

De linkervleugel van de Partido Demócrata steunde de Socialistische Republiek Chili die in 1932 werd geproclameerd, ondanks het feit dat de partijconventie deelname aan revolutionaire experimenten verbood. De linkervleugel scheidde zich hierbij van de Partido Demócrata af en vormde de 'Partido Demócratico (Democratische Partij) en kwam onder leiding van Miguel Chamorro te staan. Na de val van de socialistische republiek later dat jaar kwam de nieuwe Partido Demócratico wat alleen te staan.
De Partido Demócrata sloot zich in 1932 aan bij de Federación de Izquierda (Linkse Federatie), waar diverse (kleinere) sociaaldemocratische en sociaalliberale partijen deel van uitmaakten. De federatie bracht oud-president Alessandri weer aan de macht, die echter een veel behoudender koers ging varen dan men tot dan toe van hem gewend was. De Federación werd dan ook al spoedig opgeheven. In 1938 steunden de democraten de conservatief-liberale kandidaat voor het presidentschap, Gustavo Ross. Kort daarna, in 1942, fuseerden de twee democratische partijen en gingen door onder de naam Partido Demócratico. Deze partij speelde nauwelijks een rol van betekenis en ging in 1952 aan fractiestrijd ten onder.

### Centrumrechtse vleugel
Binnen de Partido Demócrata was ook een kleine maar krachtige centrumrechtse vleugel actief. Kenmerk van deze vleugel was het populisme en het anticommunisme. In de jaren '40 stemde de centrumrechtse vleugel van de Partido Demócratico, de opvolger van de Partido Demócrata vóór het verbod op de communistische partij. De rechtervleugel van de partij steunde de populistische president Carlos Ibáñez del Campo (1952-1958).

## Algemeen kiesrecht
De Partido Democráta was voorstander van algemeen kiesrecht voor mannen. De meeste Chileense partijen waren ook wel voorstander van algemeen kiesrecht, maar wilden dit geleidelijk aan invoeren.

## Verkiezingsuitslagen
- N.B.: Tot 1915 geen opgaaf van zetels bekend.

| Jaar | Aantal afgevaardigden (totaal aantal zetels tussen haakjes) | Aantal senatoren (totaal aantal zetels tussen haakjes) |
| ---- | ----------------------------------------------------------- | ------------------------------------------------------ |
| 1915 | 5 (118)                                                     | 1 (32)                                                 |
| 1918 | 5 (118)                                                     | 3 (32)                                                 |
| 1921 | 12 (118)                                                    | 3 (32)                                                 |
| 1924 | 11 (118)                                                    | 2 (32)                                                 |
| 1925 | 13 (132)                                                    | 3 (45)                                                 |
| 1932 | 7 (142)                                                     | 3 (32)                                                 |
| 1937 | 7 (146)                                                     | 2 (45)                                                 |
| 1941 | 2 (147)                                                     | 0 (45)                                                 |
| 1945 | 1 (147)                                                     | 0 (45)                                                 |